# Rai Gr Parlamento
Rai Gr Parlamento ist ein italienischer Radiosender, der Liveübertragungen des italienischen Parlaments (Camera dei deputati und des Senats), des europäischen Parlaments, regionale Sitzungen, und kommunale Sitzungen sendet. Er wurde 1998 von der Radiotelevisione Italiana und des italienischen Ministeriums für Kommunikation gestartet.
Das Programm wird landesweit über UKW-Sender, über DAB, über Satellit und über einen Internetstream verbreitet. Nachts und an Feiertagen übernimmt Rai GR Parlamento das Programm von Rai Radio Tutta Italiana.